# McDermitt
McDermitt é uma região censitária localizada no estado americano de Nevada, no Condado de Humboldt.

## Demografia
Segundo o censo americano de 2000, a sua população era de 269 habitantes.

## Geografia
De acordo com o United States Census Bureau tem uma área de
34,1 km², dos quais 34,1 km² cobertos por terra e 0,0 km² cobertos por água. McDermitt localiza-se a aproximadamente 1351 m acima do nível do mar.

## Localidades na vizinhança
O diagrama seguinte representa as localidades num raio de 124 km ao redor de McDermitt.